# Jean Coustos
 (septembre 2014).
Jean Coustos ou Jean Meyers Custos (né à Berne en Suisse de parents huguenots en 1703 et mort en 1746) est un franc-maçon, fondateur d'une des premières loge maçonnique en France.

## Biographie
Son père, chirurgien, s’est installé à Londres vers 1714. Devenu lapidaire, Jean Coustos y a été reçu maçon en 1730. En 1736, à la demande de son ami le peintre Louis Colins, futur vénérable de la loge Bussy-Aumont, il installe son commerce à Paris.
L’année de son arrivée, il fonde une des premières loges parisiennes « la loge du vénérable maître Jean Coustos » . Cette loge groupe, outre une douzaine de Français, 41 maçons étrangers (anglo-saxons, germaniques, scandinaves et polonais). À la demande de Louis XV[réf. nécessaire] il y reçoit le duc de Villeroy, pair de France et confident du roi. La loge porte alors le double nom de Coustos-Villeroy, elle est fermée en 1737 à la suite des répressions instaurées par le cardinal Fleury contre la franc-maçonnerie.
En 1741, Jean Coustos quitte la France pour le Portugal où il fonde de nouvelles loges, alors que la franc-maçonnerie y est interdite depuis la bulle fulminée en 1738 par le pape Clément XII. Il est arrêté en 1743 par l’Inquisition, torturé, sommé de révéler les secrets de la maçonnerie et d’abjurer sa foi de protestant en même temps qu’on lui reproche ses origines juives. Il est jugé et, tandis que ses frères de loge sont pendus, Jean Coustos est condamné au bagne. Soutenu par ses frères français et anglais, il sort de prison en 1744 grâce à l’intervention du roi George II. Il repart immédiatement pour Londres où il publie ses mémoires en 1746. À partir de cette date, on perd sa trace.